# Taco Wallace
Lawrence Lasalle Wallace, detto Taco (Canoga Park, 18 aprile 1981), è un ex giocatore di football americano statunitense che ha militato nel ruolo di wide receiver nella National Football League (NFL).

## Carriera
Al college Wallace giocò a football a Kansas State. Fu scelto nel corso del settimo giro (224º assoluto) del Draft NFL 2003 dai Seattle Seahawks. Fece dentro e fuori dalla prima squadra come quinto ricevitore nelle gerarchie, disputando 3 partite in due anni. Nel 2005 militò nei Green Bay Packers, con cui disputò una sola partita. Il 26 gennaio 2007 firmò un contratto con gli Edmonton Eskimos della Canadian Football League, con cui disputò il training camp. Tuttavia non riuscì a entrare in squadra e fu svincolato.